# Svante Henryson
Svante Henryson (nacido el 22 de octubre de 1963 en Estocolmo, Suecia) es un compositor, violonchelista, bajista y contrabajista, trabaja en el jazz, la música clásica y el hard rock. 

## Biografía

### Infancia y estudios
Svante Henryson creció en Umeå, en el norte de Suecia. Su padre era profesor titular de educación y su madre directora de estudios en inglés en la Universidad de Umeå . 
A los 12 años, después de enamorarse a distancia con una bajista en un concierto, Svante comenzó a tocar el bajo en una banda de rock. Dos años después, cambió al jazz y al contrabajo. Un concierto con Stan Getz en el Festival de Jazz de Umeå le hizo tomar la decisión de convertirse en músico. Otra experiencia que cambió su vida fue escuchar a la Real Orquesta Filarmónica de Estocolmo en concierto en Östersund. 
Dejó su ciudad natal a los 14 años para estudiar música: dos años en Härnösand, tres años en el Colegio de Música de Ingesund y, más tarde, un año en la Academia de Artes Escénicas de Praga. Fue Director de Contrabajo de la Orquesta Juvenil Mundial 1983 a 1984. 

### Primeros años profesionales
Aún en su adolescencia se convirtió en miembro de la Filarmónica de Oslo bajo la dirección de Mariss Jansons 1983–1986. Después de debutar en solitario con la Filarmónica de Oslo en el Concierto para Bajo de Wanhal, se convirtió en el subdirector principal de la orquesta.
1987–1989 fue el bajista principal de la Orquesta de Cámara de Noruega dirigida por Iona Brown. 
Después de un cambio drástico en su carrera, se convirtió en el guitarrista de la banda de Yngwie Malmsteen 1989-1992. Durante este período comenzó a tocar el violonchelo, un instrumento en el que es autodidacta . 
El primer álbum en solitario de Henryson, Enkidu, fue lanzado en 1997. También ha destacado en muchos otros álbumes en un área musical muy amplia. 
Como músico de sesión, ha trabajado con Stevie Wonder, Ryan Adams, Elvis Costello y Steve Gadd.

### Hoy
Svante Henryson es un compositor de música orquestal, música coral y música de cámara. Su "Concierto para contrabajo eléctrico", compuesto en 2007, introduce el bajo en un nuevo papel como un instrumento de solista clásico. 
Elvis Costello y Henryson colaboraron como compositores en el álbum " For the Stars ". 
Svante Henryson es un artista de grabación de ECM, actuando en varias formaciones con Jon Balke, Ketil Bjørnstad, Wolfgang Muthspiel, Marilyn Mazur, Arve Henriksen, Anders Jormin, Terje Rypdal y Palle Mikkelborg . 
También interpreta en dúos y tríos de música de cámara con Roland Pöntinen, Martin Fröst, Anne Sofie von Otter y Bengt Forsberg . Svante ha sido el director Musical de giras asiáticas, americanas y europeas con Anne Sofie von Otter.
Svante Henryson fue artista residente en los Landsdels Musikernes 2010-2012 del norte de Noruega, componiendo y actuando con la comunidad sami. 
Actualmente es director artístico del Festival de Música de Cámara de Umeå. 

## Premios
- Spellemannprisen 1984 por la Sinfonía N.º 5 de Tchaikovsky (con la Filarmónica de Oslo ) Spellemannprisen 1987 por Shostakovich Symphony No. 5 (con la Filarmónica de Oslo )
- Spellemannprisen 1988 por Britten/ Mozart/ Tchaikovsky (con la Orquesta de Cámara de Noruega )
- Spellemannprisen 1988 Spellemann del año (con la Orquesta de Cámara de Noruega )
- Obra de música de cámara del año en 2010 para Sonata para violín solo otorgada por la Asociación Sueca de Editores de Música.
- Músico de jazz del año ("Jazzkatten") por la radio sueca en 2014.
- Henryson recibió el Premio de Música del Consejo Nórdico en 2015.

## Trabajos
(seleccionado) 

### Orquestal
- Legatissimo para violonchelo y orquesta (primera actuación en 1996)
- Canciones del concierto de la Vía Láctea para violonchelo y orquesta (1997)
- Memento para violonchelo y orquesta de cuerdas (2003)
- Concierto para bajo eléctrico no. 1 para bajo y orquesta (2007)
- Obertura de concierto de Vinterfest para orquesta (2007)[12]
- Sinfonía Concertante para orquesta (2009)
- Concierto para violonchelo no. 2 para violonchelo y orquesta (2010)
- Amorphicon para sartenes de acero, violonchelo eléctrico y orquesta de cuerdas (2011)
- Concierto para bajo eléctrico no. 2 "Notas fantasma" para bajos sin trastes y conjunto de viento sinfónico (2015)

### Coral
- Ojos de un niño para cinco voces (1999)
- Himlar av Djupaste Glädje para soprano, coro mixto y piano (2007)
- Enfaldiga Ren para soprano, mezzo, alto, coro mixto, octeto de cuerdas, guitarra y piano a seis manos (2009)
- DoReMi SaReGa para violonchelo, coro de hombres y trío de jazz (2009)
- Lämmeln och vråken para coro femenino, acordeón y chelo (2010)
- Vidderna Inom Mig para violonchelo, coro mixto, coro infantil y orquesta de cámara (2011)

### Música de cámara
- Vintermusik para soprano, tenor, narrador, clarinete, fagot, violín, contrabajo y percusión (1980)
- Slussen (The Sluice) para sonidos de violonchelo y ciudad (1994)
- Off Pist para saxo soprano y chelo (1996)
- Verde para violonchelo solo (1996)
- Black Run para violonchelo solo (2001)
- π (pi) para violín, violonchelo y batería (2006)
- Sarabande Metamorphose para violonchelo y piano (2007)
- Allegro Moderato para clarinete, chelo y piano (2007)
- Cuarteto para violín, viola y dos celli (2007)
- Eckency para violonchelo y piano (2008)
- Blues Chaconne para violonchelo solo (2008)
- Sonata para violín solo (2009)
- Narvik 9 para flauta, clarinete, fagot, cuarteto de cuerdas, hammerclavier y bajo (2012)
- Lluvia para violonchelo y piano (2013).
- Fragmentos para violín y chelo (2013).
- Mon Lean Duhat Jagi: música para una obra de teatro sami para flauta, clarinete, cuarteto de cuerdas, piano y percusión (2014)
- Eurydice y sus rutinas de baile subterráneo para saxofón soprano, violín, piano, bajo eléctrico y batería (2014)
- Recital mastodónico para narrador, saxofón tenor, piano, bajo eléctrico y batería (2015)

## Discografía
(seleccionado) 
- Orquesta de cámara noruega/ Iona Brown - Mozart / Britten / Tchaikovsky (grabada en 1988) contrabajo
- Orquesta de cámara noruega/Iona Brown - Mozart (1988) contrabajo
- Yngwie Malmsteen - Eclipse (1990) bajo, contrabajo
- Yngwie Malmsteen - Fire & Ice (1991) bajo, contrabajo, cello
- Orquesta de cámara noruega/Iona Brown - Britten (1991) contrabajo, cello
- Glory - Crisis vs crisis (1994) bajo, contrabajo, cello
- Uno Svenningsson - Under ytan (1994) cello
- Thomas Jäderlund - Amazing Orchestra (1994) cello, compositor
- Erik Weissglas - Stoneheater (1994) compositor, bajo, contrabajo, cello
- Ted Gärdestad - Äntligen på väg (1994) bajo guitarra
- Kee Marcello - Shine on (1995) bajo, contrabajo
- Lion's Share - Fall From Grace (2000) cello
- Brazen Abbot - Bajo y aprende (1995) bajo
- Joey Tempest - A place to call home (1995) bajo guitarra
- Mikael Samuelson - Midvinter (1996) compositor, violonchelo, celtar
- Svante Henryson - Enkidu (1997) compositor, cello, celtar, contrabajo
- Anne Sofie von Otter - Home for Christmas (1999) arreglista, cello, celtar, contrabajo
- Anne Sofie von Otter/Elvis Costello - For the Stars (2000) compositora, cello, contrabajo, bajo
- Svante Henryson, Daniel Nelson, Fredrik Högberg - compositor sueco del siglo XXI (2001) compositor, violonchelo
- La orquesta norte magnética de Jon Balke - Kyanos (2001) cello, compositor
- Ryan Adams - Demolition (2002) cello
- Ketil Bjørnstad - Canción de la gente de mar (2003) cello
- Morten Halle Trio - Ten Easy Pieces (2004) cello
- Krister Jonsson Trio + Svante Henryson - Waiting For Atonesjka (2004) cello, compositor
- Musik för Trio - Music for Trio (2007) compositor, contrabajo, cello
- Kristin Asbjørnsen - La noche brilla como el día (2008) cello, bajo
- Wihk/Henryson/Gadd - Bajo del mismo árbol, diferente fruta (2009) , bajo doble
- Ketil Bjørnstad - Hvalenes sang (2009) cello
- Mats Bergström - Electric Counterpoint (2010) bajo guitarra
- Ketil Bjørnstad & Svante Henryson - Night Song (2011) cello, compositor
- Arve Henriksen - The Nature Of Connections (2012) cello, compositor
- Krister Jonsson Deluxe - Truckload (2013) cello
- Terje Isungset - Meditaciones (2013) hielo cello
- Wolfgang Muthspiel - Vienna World (2013) cello
- The Real Group - Tres décadas de música vocal (2013) compositor
- Katarina y Svante Henryson - Alta, baja o En medio (2014) cello, compositor
- Hélène Collerette - Norigine - obras para solista solista (2015) compositora